# Atte Jongstra
Atte Jongstra (Terwispel, 13 augustus 1956) is een Nederlands schrijver en essayist, en daarnaast recensent voor NRC Handelsblad. Hij publiceerde ook onder de pseudoniemen Arno Breekveld en Arno II von Brechelhain. Hem is in 2016 de Constantijn Huygens-prijs toegekend.

## Levensloop
Jongstra studeerde Nederlands aan de Universiteit van Amsterdam. In 1985 debuteerde hij met De Multatulianen. In 1990 ontving hij de Geertjan Lubberhuizenprijs voor De psychologie van de zwavel, in 1996 de Jan Greshoffprijs voor Familieportret, in 2009 ontving Jongstra de Max Pam Award voor zijn boek Klinkende ikken, verschenen in de reeks Privé-domein.
Zijn roman De avonturen van Henry II Fix (2007) schreef Jongstra naar aanleiding van de aanschaf op een veiling van een drietal kisten vol manuscripten en andere documenten van deze 18e-eeuwse levenskunstenaar en encyclopedist uit Zwolle.
Atte Jongstra is incidenteel actief als beeldend kunstenaar. Zo nam hij in 1999 deel aan het groepsproject 'In verbelinge', georganiseerd door de Stichting Kunst Openbare Ruimte (SKOR) in de gemeente Oost-Stellingwerf (Fr.). Dit resulteerde in een 'grensmonument' te Nijeberkopersluis.
Ook stelde hij in 2013 als gastcurator de tentoonstelling De paden naar het paradijs samen, in Rijksmuseum Twenthe te Enschede.
Verder is hij werkzaam binnen het Collège de 'Pataphysique, alhier onderscheiden met de Bâtafysische Orde van het Vliegwiel en schepper en beheerder van de Bâtafysische Beeldbank.
Voor Jongstra zijn voorbeelden van patafysica, de wetenschap die zich onledig houdt met de oplossing van denkbeeldige problemen, onderwerpen als de zijwindgevoeligheid van de optelsom of de oppervlakte van God.
In zijn autobiografische roman Diepte! schildert Jongstra de geschiedenis van het kleine Friese dorp Terwispel (in het boek Wispolia genoemd). In dit boek speelt een gat dat in Wormer in de grond werd ontdekt een grote rol. De hoofdpersoon herinnert zich dat hij als peuter een manische belangstelling voor gaten ontwikkelde.

## Prijzen
- 2016 Constantijn Huygens-prijs (oeuvreprijs)
- 1998 Jan Greshoffprijs voor Familieportret
- 1989 Geertjan Lubberhuizenprijs voor De psychologie van de zwavel